# Atopsyche tampurimac
Atopsyche tampurimac är en nattsländeart som beskrevs av Schmid 1989. Atopsyche tampurimac ingår i släktet Atopsyche och familjen Hydrobiosidae. Inga underarter finns listade i Catalogue of Life.